# Isole Ionie
Le Isole Ionie (in greco Ιόνια νησιά?, Iónia nisiá; in greco antico: Ἰόνιοι Νῆσοι?, Iónioi Nêsoi; in veneto Ìxołe Ionie) costituiscono un arcipelago greco nel Mar Ionio. Tradizionalmente denominato con il termine di Eptaneso o Ettaneso, cioè "Le Sette Isole" (in greco Eπτάνησα?, Eptánīsa; in greco antico: Ἑπτάνησος?, Heptánēsos), l'arcipelago comprende in realtà numerose altre isole oltre alle sette maggiori.
Costituiscono di per sé una regione storica ben distinta, con forti influenze culturali italiane e in modo particolare veneziane, che si svilupparono a partire dal plurisecolare dominio veneziano, il quale assicurò che le isole non venissero assoggettate dall'Impero ottomano. L'arcipelago divenne infine parte del moderno stato greco nel 1864. Dal punto di vista amministrativo, le isole appartengono oggi alla regione delle Isole Ionie, fatta eccezione per Cerigo che fa parte della regione dell'Attica.

## Etimologia
Tradizionalmente, in greco antico l'aggettivo Ionios (Ἰόνιος), epiteto per il tratto di mare tra l'Epiro e l'Italia, prende origine dal racconto mitologico secondo il quale la sacerdotessa Io vi nuotò attraverso.

## Geografia fisica
La regione storica delle isole Ionie è costituita da sette isole maggiori (e dagli isolotti circonvicini), che formavano il cosiddetto "Eptaneso", cioè "Le Sette Isole".
Da nord a sud, sono:
- Corfù (Κέρκυρα)
- Passo, chiamata anche Paxos o Paxi (Παξοί)
- Leucade, chiamata anche Lefkàda o Santa Maura (Λευκάδα)
- Itaca (Ιθάκη)
- Cefalonia (Κεφαλλονιά)
- Zante, chiamata anche Zacinto (Ζάκυνθος)
- Cerigo (Κύθηρα)

Di queste sette isole maggiori, l'attuale regione amministrativa non include l'isola di Cerigo, che oggi rientra nell'Attica.
Sono isole per lo più montuose, con un clima caldo e umido.

## Storia
Nell'antica Grecia vi si trovava la città di Alalcomene.

### Età romana e bizantina
A partire dal IV secolo a.C. la maggior parte delle isole passarono in orbita macedone, tant'è che alcune di esse rimasero sotto il controllo macedone fino al 146 a.C., quando la penisola greca venne gradualmente annessa nell'impero romano. Dopo quattro secoli di pace sotto Roma, l'arcipelago passò quindi all'impero romano d'Oriente e dunque all'impero bizantino.

### Medioevo
Maio di Monopoli (1197-1260), fuggito dalla città pugliese insieme ad alcuni compagni per avere ucciso una persona di rango elevato, trovò rifugio nell'isola di Cefalonia, impadronendosene. Successivamente riuscì a conquistare anche le isole di Zante e Itaca divenendone conte. I discendenti di Maio controllarono Zante, Cefalonia e Itaca fino all'inizio del XIV secolo.
Corfù divenne una dipendenza della Repubblica di Venezia nel 1204, Citera nel 1393, Zante nel 1482, Cefalonia e Itaca nel 1483, Leucade nel 1502.
Le isole Ionie furono la sola parte della Grecia a sottrarsi al dominio ottomano. Durante quegli anni le classi dirigenti si convertirono al cattolicesimo e adottarono la lingua veneta, mentre la maggior parte del popolo continuava a parlare greco e a essere di religione ortodossa.

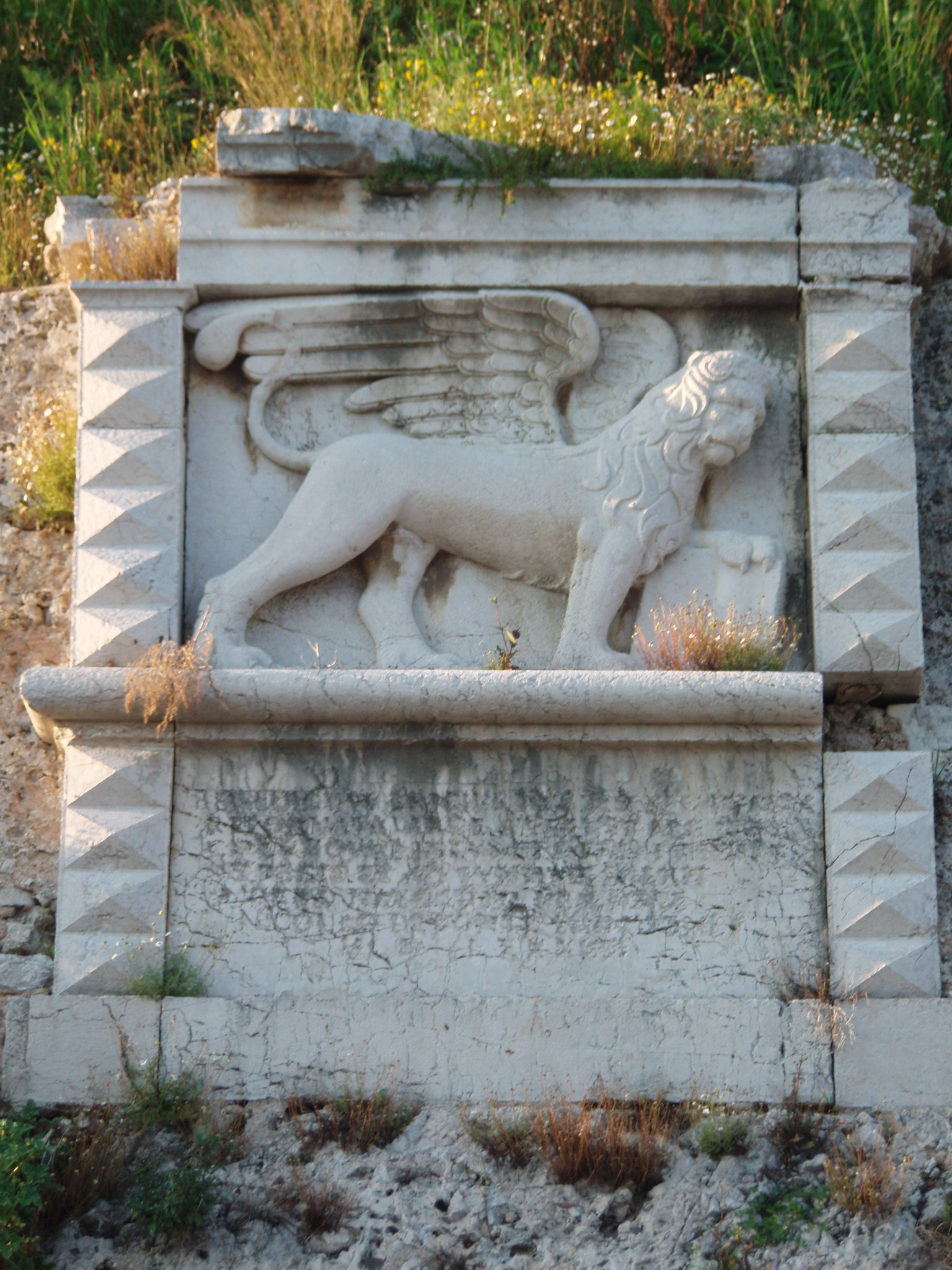
Il leone di San Marco nella fortezza di Corfù

### Età moderna
Nel 1797 dopo la caduta della Repubblica di Venezia occupata dalle truppe francesi di Napoleone Bonaparte e il trattato di Campoformio le isole passarono alla Francia e furono suddivise nei dipartimenti di Corfù, Itaca e del Mar Egeo.
Nel 1799 l'ammiraglio russo Fëdor Fëdorovič Ušakov, alla guida di forze russo-turche, le strappò ai Francesi e nel marzo 1800 con il trattato di Costantinopoli lo zar Paolo I le costituì in stato autonomo (Repubblica Settinsulare) sotto sovranità ottomana; la Repubblica Settinsulare fu il primo governo semiautonomo greco dopo molti secoli e adottò come emblema il Leone di San Marco. Nel 1807 la Francia conquistò nuovamente le isole Ionie, ma nel 1809 la Gran Bretagna, sotto la guida di Stuart e di Church, le riconquistò tutte, tranne Corfù, e nel 1815 il Congresso di Vienna avallò la creazione del protettorato britannico degli Stati Uniti delle Isole Ionie. Nel 1848 la popolazione greca delle isole Ionie si ribellò agli inglesi chiedendo l'unione alla Grecia; questa avvenne nel 1863 con l'avvento al trono di Giorgio I, un sovrano filoinglese. Durante la seconda guerra mondiale le Ionie vennero occupate dalle truppe italiane e il 10 agosto 1941 le isole di Corfù, Cefalonia, Zante, Leucade e alcune isole minori vennero ufficialmente annesse al territorio metropolitano italiano come parte della "Grande Comunità del Nuovo Impero Romano".
Il 12 agosto 1953 un vasto terremoto con magnitudo 7.2 causò numerosi danni, in particolare nelle isole di Cefalonia e Zante che furono praticamente rase al suolo. La ricostruzione avvenne sulla base di regole ben precise, che permisero di non avere più danneggiamenti nei numerosi episodi sismici avvenuti successivamente.

## Società

### Evoluzione demografica
La popolazione delle isole Ionie, esclusa Cerigo, era, nel 2011, di 207 855 abitanti, l'1,5% in meno rispetto a quella censita nel 2001. Ciononostante, la regione rimane la terza in Grecia in quanto a densità di popolazione con 90,1 ab./km², ben al di sopra della media nazionale di 81,96 ab./km². L'isola più popolata è Corfù con 104 371 abitanti, seguita da Zante (40 759), Cefalonia (35 801), Leucade (23 693) e Itaca (3 231).
Gli abitanti di origine straniera erano, nel 2001, 19 360, vale a dire il 9,3% del totale, la maggior parte dei quali si trovava a Corfù e Zante ed era di origine albanese (13 536 individui). Secondo l'Eurostat, nel 2011 il tasso di fertilità era di 1,35 nascite per donna.

## Economia
Il prodotto interno lordo del 2010 si attestava sui 4 029 milioni di euro. Il PIL pro capite era invece, sempre nello stesso anno, di 18 440 euro, inferiore alla media nazionale greca di 20 481 euro. Tuttavia, il PIL pro capite di Cefalonia e Zante (rispettivamente di 23 275 e 24 616 euro) è sensibilmente più elevato del valore di quello nazionale. Inoltre, il tasso di disoccupazione del 2012 era del 14,7%, il più basso tra tutte le regioni greche, considerando tra l'altro che la media nazionale era del 24,2%.
I prodotti agricoli principali sono uva sultanina (uva passa), olive, uva, cereali, frutta e ortaggi. Le principali attività sono la pesca, la cantieristica e la manifattura di sapone.

## Suddivisione amministrativa delle isole greche del mar Ionio
A seguito della riforma in vigore dal 1º gennaio 2011 la periferia delle Isole Ionie è suddivisa in 5 unità periferiche (Corfù, Itaca, Cefalonia, Leucade, Zante) e 7 comuni (Cefalonia, Corfù, Itaca, Leucade, Meganisi, Paxò, Zante).
Delle altre isole greche del mar Ionio, Cervi è sede comunale dell'unità periferica della Laconia nella periferia del Peloponneso, mentre Cerigo e Cerigotto sono confluiti nel nuovo comune di Cerigo, unità periferica delle "Isole" (in precedenza prefettura del Pireo) nella periferia dell'Attica.

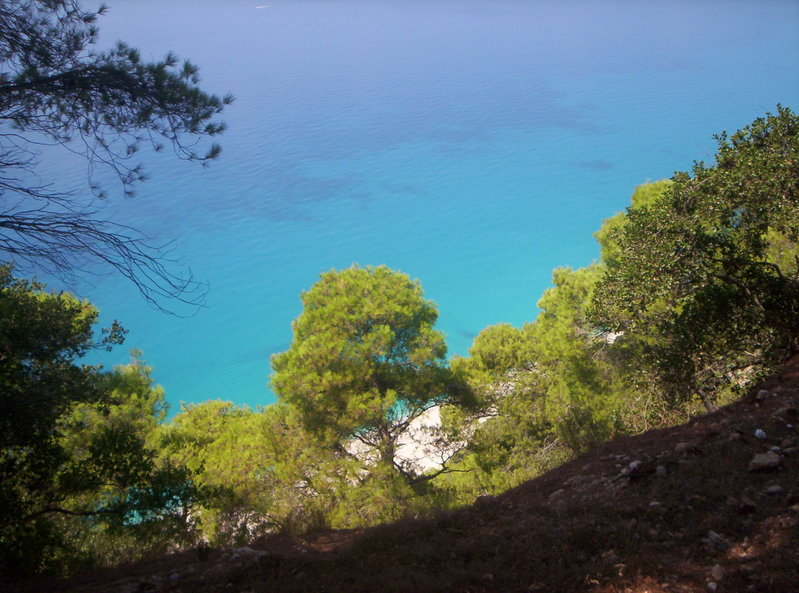
Una spiaggia a picco sul mare a Leucade

### Dettagli
| Isole greche del mar Ionio | Divisioni amministrative | Divisioni amministrative | Divisioni amministrative | Divisioni amministrative                      |
| Isole greche del mar Ionio | Comune                   | Unità periferica         | Periferia                | Diocesi                                       |
| -------------------------- | ------------------------ | ------------------------ | ------------------------ | --------------------------------------------- |
| Cefalonia                  | Cefalonia                | Cefalonia                | Isole Ionie              | Peloponneso, Grecia Occidentale e Isole Ionie |
| Corfù                      | Corfù                    | Corfù                    | Isole Ionie              | Peloponneso, Grecia Occidentale e Isole Ionie |
| Diapontie                  | Corfù                    | Corfù                    | Isole Ionie              | Peloponneso, Grecia Occidentale e Isole Ionie |
| Antipaxò                   | Passo                    | Corfù                    | Isole Ionie              | Peloponneso, Grecia Occidentale e Isole Ionie |
| Paxò                       | Passo                    | Corfù                    | Isole Ionie              | Peloponneso, Grecia Occidentale e Isole Ionie |
| Arkoudi                    | Itaca                    | Itaca                    | Isole Ionie              | Peloponneso, Grecia Occidentale e Isole Ionie |
| Atokos                     | Itaca                    | Itaca                    | Isole Ionie              | Peloponneso, Grecia Occidentale e Isole Ionie |
| Curzolari                  | Itaca                    | Itaca                    | Isole Ionie              | Peloponneso, Grecia Occidentale e Isole Ionie |
| Itaca                      | Itaca                    | Itaca                    | Isole Ionie              | Peloponneso, Grecia Occidentale e Isole Ionie |
| Kalamos                    | Leucade                  | Leucade                  | Isole Ionie              | Peloponneso, Grecia Occidentale e Isole Ionie |
| Kastos                     | Leucade                  | Leucade                  | Isole Ionie              | Peloponneso, Grecia Occidentale e Isole Ionie |
| Santa Maura                | Leucade                  | Leucade                  | Isole Ionie              | Peloponneso, Grecia Occidentale e Isole Ionie |
| Meganisi                   | Meganisi                 | Leucade                  | Isole Ionie              | Peloponneso, Grecia Occidentale e Isole Ionie |
| Zante                      | Zante                    | Zante                    | Isole Ionie              | Peloponneso, Grecia Occidentale e Isole Ionie |
| Strofadi                   | Zante                    | Zante                    | Isole Ionie              | Peloponneso, Grecia Occidentale e Isole Ionie |
| Proti                      | Gargalianoi              | Messenia                 | Peloponneso              | Peloponneso, Grecia Occidentale e Isole Ionie |
| Sfacteria                  | Navarino                 | Messenia                 | Peloponneso              | Peloponneso, Grecia Occidentale e Isole Ionie |
| Sapienza                   | Modone                   | Messenia                 | Peloponneso              | Peloponneso, Grecia Occidentale e Isole Ionie |
| Schiza                     | Modone                   | Messenia                 | Peloponneso              | Peloponneso, Grecia Occidentale e Isole Ionie |
| Venetico                   | Modone                   | Messenia                 | Peloponneso              | Peloponneso, Grecia Occidentale e Isole Ionie |
| Cervi                      | Cervi                    | Laconia                  | Peloponneso              | Peloponneso, Grecia Occidentale e Isole Ionie |
| Cerigo                     | Cerigo                   | Isole                    | Attica                   | Attica                                        |
| Cerigotto                  | Cerigo                   | Isole                    | Attica                   | Attica                                        |